# Dames galantes
Pour plus de détails, voir Fiche technique et Distribution.
Dames galantes est un film franco-italo-canadien réalisé par Jean-Charles Tacchella et sorti en 1990.

## Synopsis
Le film raconte la vie de Brantôme, personnalité de la fin du XVIe siècle, qui arrête de faire la guerre pour vivre sa passion, les femmes, et écrit ses mémoires : Vies des Dames Galantes.

## Fiche technique
Source IMDb
- Réalisation : Jean-Charles Tacchella
- Scénario : Jacques Emmanuel, Jean-Charles Tacchella
- Photographie : Dominique Le Rigoleur
- Montage : Marie-Aimée Debril
- Musique : Raymond Alessandrini
- Décors : Georges Lévy
- Costumes : Jacques Fonteray
- Pays d'origine :  France,  Italie et  Canada
- Sociétés de production : Compagnie Française Cinématographique (CFC), Société Générale de Gestion Cinématographique (SGGC), Gaumont Production
- Format : Couleur (Eastmancolor) - 35 mm
- Genre : comédie, biographique
- Durée : 101 minutes[2]
- Date de sortie :
  - France : 14 novembre 1990 (cinéma)
  - France : 18 juillet 2011 (sortie DVD)[2]

## Distribution
- Richard Bohringer : Brantôme
- Isabella Rossellini : Victoire
- Marianne Basler : Marguerite de France (fille de Catherine de Médicis et épouse de Henri IV)
- Laura Betti : Catherine de Médicis
- Robin Renucci : Henri III de France
- Marie-Christine Barrault : Jacquette de Bourdeille, veuve du frère de Brantôme
- Anne Létourneau : Madame de la Rivière, qui ne trompe son mari que lorsqu'elle est grosse
- Alain Doutey : La Paloterie
- Eva Grimaldi : Jeanne de Tignonville
- François-Éric Gendron : Bussy d'Amboise
- Arièle Semenoff : Madame de Retz
- Alix de Konopka : Madame de Sauve
- Jean-Philippe Ancelle : Monsieur de Mangan
- Nathalie Mann : Louise de Charenconnay
- Laurence Côte : Diane, l'amie de Louise
- Roland Lesaffre : Canillac
- Cyril Aubin : le jeune officier qui écoute Brantôme
- François Greze : Monsieur, frère du roi
- Valerie Necheva : Mademoiselle d’Angoulême
- Christine Deschaumes : Madame de Saint-Luc
- Fulbert Janin : Monsieur de Mareuil
- Françoise Caillaud : la chambrière de Victoire
- Jean-Pierre Ducos : Desportes
- Bertrand Lacy : le valet de Brantôme
- Marine Falk : Mademoiselle de Châteauneuf
- Victoire Theismann : Mademoiselle de Nègrepelisse
- Carol Styczen : le jeune garçon
- Catherine Verlor : Gillonne de Thorigny
- Brigitte Boucher : la femme qui fait trop l'amour
- Henri Gruvman : le mari trop exigeant
- Joseph Quéré : le maréchal de Labadens
- Jacqueline Fontaine : la parente âgée de Labadens
- Camille Japy : une suivante de Marguerite

Source IMDb